# روبرت ارين ميلر
روبرت ارين ميلر (بالإنجليزية: Robert Warren Miller)‏ هو رائد أعمال وشخصية أعمال أمريكي، ولد في 23 مايو 1933 في كوينسي في الولايات المتحدة.